# Alfredo Graciani
Alfredo Oscar Graciani (Buenos Aires, 6 de enero de 1965-Ib., 21 de abril de 2021) fue un futbolista argentino que se desempeñaba en la posición de delantero.
Su primer club fue Atlanta. Es mayormente recordado por su paso en Boca Juniors, en donde se desempeñó a lo largo de 250 partidos y convirtió 83 goles, siendo así el 14° máximo goleador de la historia del equipo.
Alfredo tiene 5 hijos: Julieta Graciani, Franco Graciani, Antonela Graciani, Valentina Graciani y Luca Graciani. En ese orden de nacimiento.
Fallece el 21 de abril de 2021 por un paro cardíaco respiratorio.

## Trayectoria
Se inició en 1979 en la novena división de las inferiores de Atlanta, club de la Primera B Metropolitana en donde jugaba Néstor (falleció en 2015), su hermano mayor y marcador de punta izquierda. Al año siguiente se coronó campeón en la octava. Con solo 16 años, el DT Luis Artime lo hizo debutar en Primera: fue el 12 de septiembre de 1981, en la victoria 4 a 1 ante Gimnasia La Plata, e ingresó a los 80 minutos por Carlos Landaburo.
Delantero explosivo, fue titular en 1982 y 1984, aunque en esta última temporada por una lesión en la primera fecha estuvo casi toda la primera rueda sin poder jugar. En 1983, integró el plantel que salió campeón de la Primera B Metropolitana y subió a la Primera A, pero solo jugó 16 partidos, al estar afectado a la Selección Sub-20 que compitió internacionalmente en ese año.
En la Primera de Atlanta jugó 89 partidos (59 en Primera B y 30 en Primera A), en los que convirtió 18 goles (11 en la B y 7 en la A).
En el verano de 1985 protagonizó con el marcador lateral Rubén Gómez un sonado proceso por el cual se desvincularon de Atlanta y pasaron a Boca Juniors. Debutó en una derrota 1 a 0 ante Altos Hornos Zapla el 17 de febrero de 1985. En los años '80 integró recordadas delanteras junto a Jorge Comas y Jorge Rinaldi, también con Gabriel Batistuta y Diego Latorre. Se dio el gusto de festejar dos títulos internacionales: la Supercopa Sudamericana de 1989 (derrotando en la final a Independiente) y la Recopa Sudamericana en 1990 (derrotando en la final al Atlético Nacional de Medellín). Además, le convirtió 7 goles a River sobre un total de 27 Superclásicos disputados (es el oponente ante el que más veces gritó).
Fue protagonista principal en la bochornosa gresca entre los jugadores en un partido por la Copa Libertadores de 1991 en Chile ante Colo Colo. “De repente veo que uno del banco de Colo Colo, con campera, lo empuja al Turco Apud. Entonces me fui acercando despacio, lo medí y le metí una trompada que lo noqueó. La verdad lo hice pelota porque le pegué con el puño cerrado en la sien. Me empezaron a correr y me rodearon los carabineros. No me dejaban moverme, así que mucho no pude participar después”, dijo.
Sus movimientos en diagonal le valieron el apodo de Alfil (también lo llamaban el Murciélago). Sus festejos de gol eran acompañados por los relatores con un "Graciani por el gol, Alfredo" siempre recordado.
Gran definidor, se marchó de Boca en 1992. Pasó a jugar en Racing Club para luego regresar a Boca para jugar unos pocos partidos. En 1994 pasó a Deportivo Español, en 1995 jugó para Atlético Tucumán y en 1996 forma parte del plantel campeón del Nacional B de Argentinos Juniors. Luego del ascenso emigró al AC Lugano suizo. En 1998 se retiró en Venezuela para el Caracas FC.
En su carrera profesional disputó 446 partidos y marcó 130 goles.

### Selección nacional
Disputó el Campeonato Sudamericano Sub-20 de 1983 en Bolivia -donde los argentinos terminaron terceros- y el Copa Mundial de Fútbol Juvenil de 1983 en México -donde los argentinos fueron subcampeones-. El entrenador de ese equipo era Carlos Pachamé y entre sus compañeros de plantel se encontraban Claudio García, Luis Islas, Fabián Basualdo, Oscar Dertycia y Oscar Román Acosta entre otros.
Posteriormente integró el combinado argentino que ganó la medalla de oro en los Juegos Suramericanos de 1986.

## Clubes
| Club               | País      | Año       |
| ------------------ | --------- | --------- |
| Atlanta            | Argentina | 1981-1984 |
| Boca Juniors       | Argentina | 1985-1991 |
| Racing Club        | Argentina | 1992-1993 |
| Boca Juniors       | Argentina | 1993-1994 |
| Deportivo Español  | Argentina | 1994      |
| Atlético Tucumán   | Argentina | 1995-1996 |
| Argentinos Juniors | Argentina | 1996-1997 |
| FC Lugano          | Suiza     | 1997      |
| Caracas FC         | Venezuela | 1998      |

## Palmarés

### Campeonatos internacionales
| Título                 | Club         | Sede final     | Año  |
| ---------------------- | ------------ | -------------- | ---- |
| Supercopa Sudamericana | Boca Juniors | Argentina      | 1989 |
| Recopa Sudamericana    | Boca Juniors | Estados Unidos | 1990 |

## Fallecimiento
En sus últimos años se desempeñó como Secretario de Deportes del Partido de Tres de Febrero.
Falleció el 21 de abril de 2021 por un paro cardíaco a sus 56 años. Dos horas antes de su deceso, había publicado en su cuenta de Twitter, a las 9.28, un posteo relacionado con el debut en la Copa Libertadores 2021 de Boca. "Vamos Boca Carajo hoy comienza un nuevo sueño!!", expresaba junto a corazones en azul y amarillo.